# Лоцман Анатолій Іванович
Анато́лій Іва́нович Ло́цман (28 березня 1959 — 8 грудня 2015) — солдат Збройних сил України, учасник російсько-української війни.

## Життєпис
Народився 1959 року в селі Лежине Запорізької області; 1976-го закінчив Лежинську ЗОШ. Протягом 1977—1979 років служив в лавах Збройних Сил СРСР. Демобілізувавшись, працював в Управлінні внутрішніх справ РВ УМВС України міста Запоріжжя. Останнім часом займався підприємництвом, мешкав у місті Нікополь.
Зголосився добровольцем, мобілізований 30 січня 2015 року, навчання пройшов у навчальному центрі в Житомирі, за розподілом потрапив у 14-у окрему механізовану бригаду; солдат.
У ніч з 14 на 15 листопада 2015 року вояки відбивали ДРГ біля Мар'їнки — атакувала російська морська піхота. Під час бою кулеметник великокаліберного кулемету зазнав контузії, ворогу вдалося підійти до українських позицій на відстань менш як 100 метрів; Анатолій Лоцман під шквальним обстрілом зайняв місце кулеметника, вогнем з ДШК змусив терористів відступити. Зазнав важкого поранення — куля увійшла під каску та пробила голову навиліт. Переніс важку операцію, понад 2 тижні перебував у комі; помер 8 грудня в Дніпропетровській обласній лікарні ім. Мечникова.
Похований в місті Запоріжжя.
Без Анатолія лишились дружина, донька Надія 1993 р.н. та син Богдан 2001 р.н.

## Нагороди та вшанування
За особисту мужність, сумлінне та бездоганне служіння Українському народові, зразкове виконання військового обов'язку відзначений — нагороджений
- орденом «За мужність» ІІІ ступеня (21.3.2016, посмертно)[1]
- грамота «За відвагу та сумлінну службу» (13.11.2015)
- почесний громадянин Запорізького району (24.12.2015, посмертно)
- 6 лютого 2016 року на будівлі ЗОШ села Лежине відкрито меморіальну дошку Анатолію Лоцману.

Нагороджений орденом «За заслуги перед Запорізьким краєм» третього ступеня (посмертно).
Вшановується в меморіальному комплексі «Зала пам'яті», в щоденному ранковому церемоніалі 8 грудня.